# Casa de Estridsson
La Casa de Estridsson fue una dinastía monárquica de Dinamarca que reinó desde 1047 hasta 1412. La dinastía lleva el nombre de su antepasado Estrid Svendsdatter.  La dinastía también se la conoce como Ulfinger, por el nombre del esposo de Estrid, Ulf Thorgilsson. La dinastía también proporcionó tres de los gobernantes de Suecia en los años 1125-1412. Su escudo de armas familiar se convirtió en el escudo de Dinamarca y por lo tanto influyó en el escudo de Tallin y el escudo de Estonia.
La Corte Real de Dinamarca no diferencia entre diferentes casas reales entre los primeros reyes daneses, pero utiliza el término “la descendencia de Gorm el Viejo” sobre todos los monarcas pre-Oldemburgo.

## Antecedentes
El nombre de la dinastía Estridsen recuerda su adquisición de la corona danesa a través del matrimonio de Ulf el Conde con Estrid Svendsdatter de la Casa de Knýtlinga, hija de Svend I de Dinamarca y hermana de Canuto II de Dinamarca. Genealogías posteriores (introducidas por el historiador danés Jakob Langebek en el siglo XVIII) rastrearon la familia del líder Jomsviking, Styrbjörn el Fuerte, un vástago de la familia real sueca, a quien a su vez se es considerado por el autor descendiente del legendario rey Sigurd Hring, considerado como mítico por la mayoría de los historiadores modernos (ninguna fuentes mencionan tal ascendencia). La ascendencia confiable se remonta no antes del propio padre de Ulf, el oscuro Thorgil Sprakling, y su abuelo Björn (en algunas fuentes llamado Ursius), este último identificado con el Styrbjörn anterior por Langebek.
La dinastía alcanzó su apogeo con la Unión de Kalmar, cuando sus miembros reinaron como reyes de Dinamarca, Noruega y Suecia en unión personal. La dinastía llegó a su fin en 1412 con la muerte de su último miembro, la reina  Margarita I. Todos los monarcas posteriores de Dinamarca son descendientes cognáticos de la Casa de Estridsen.